# Hospital Alvorada
O Hospital Alvorada está localizado na Av. Ministro Gabriel de Resende Passos, bairro Moema, cidade de São Paulo, Brasil. O hospital dispõe de serviços de hotelaria que garantem total conforto durante o período de internação.  

## Características
Foi inaugurada em Julho de 2011 a Ala VIP do Hospital Alvorada. A Ala reune hotelaria hospitalar com serviços de luxo. Todos os apartamentos terão áreas privativas para paciente e acompanhante. 
A Unidade Diagnóstica do Hospital Alvorada está preparada para a realização de exames radiológicos com equipamentos de última geração. A coordenação desse serviço é feita pelo Dr. Marco Antonio Rocha Mello. 

## Ala VIP
Fotos da Ala VIP, inaugurada em julho de 2011.

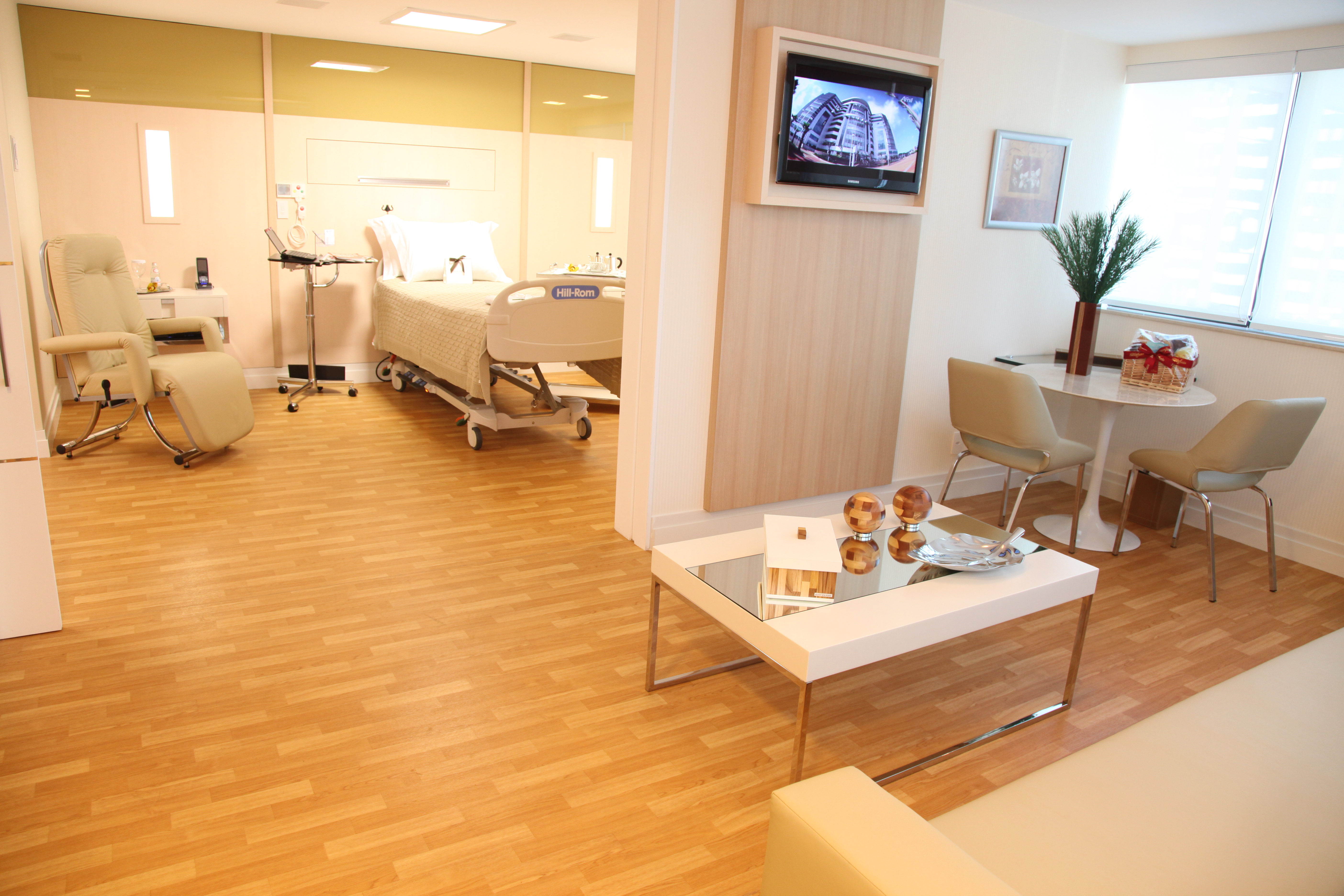
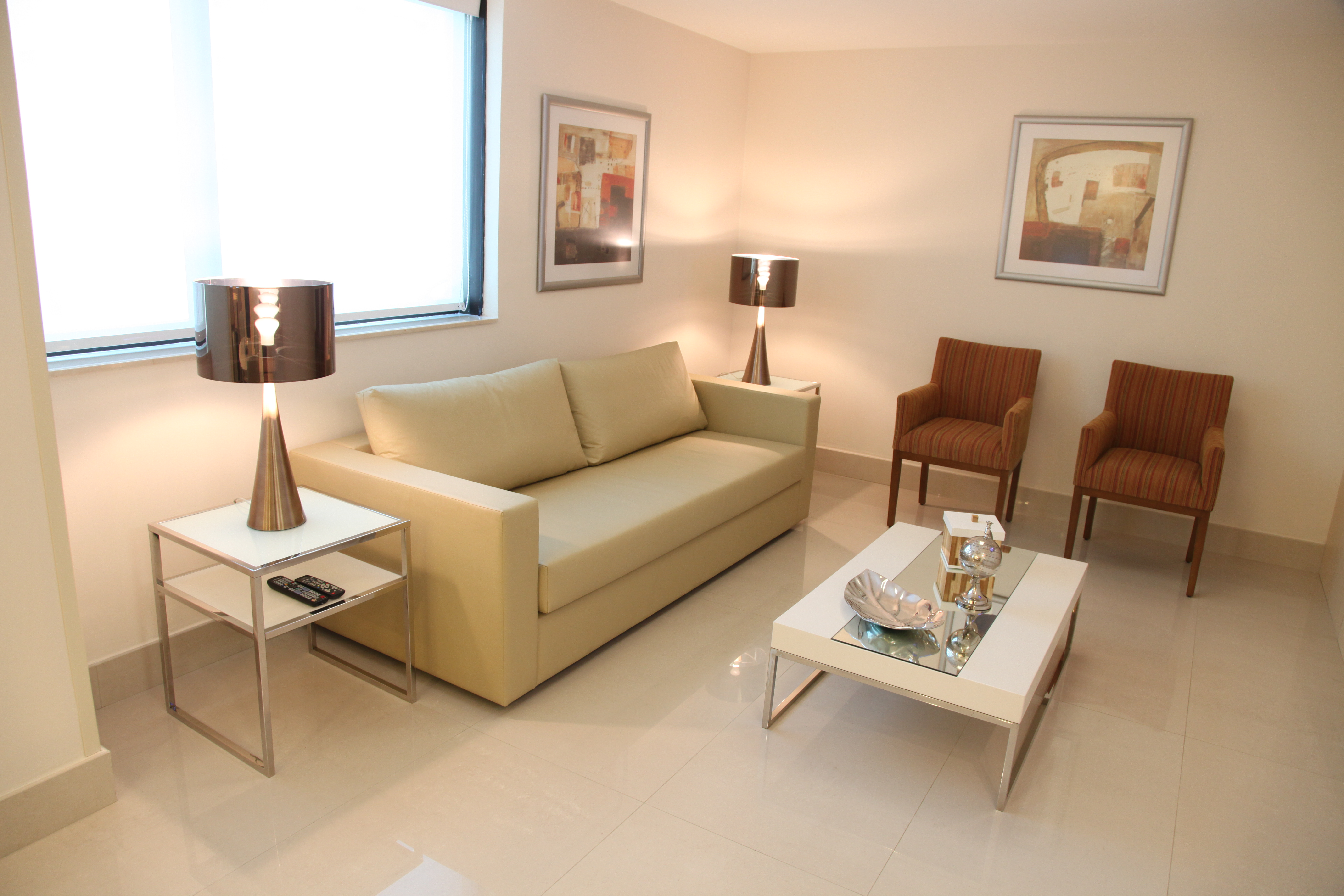
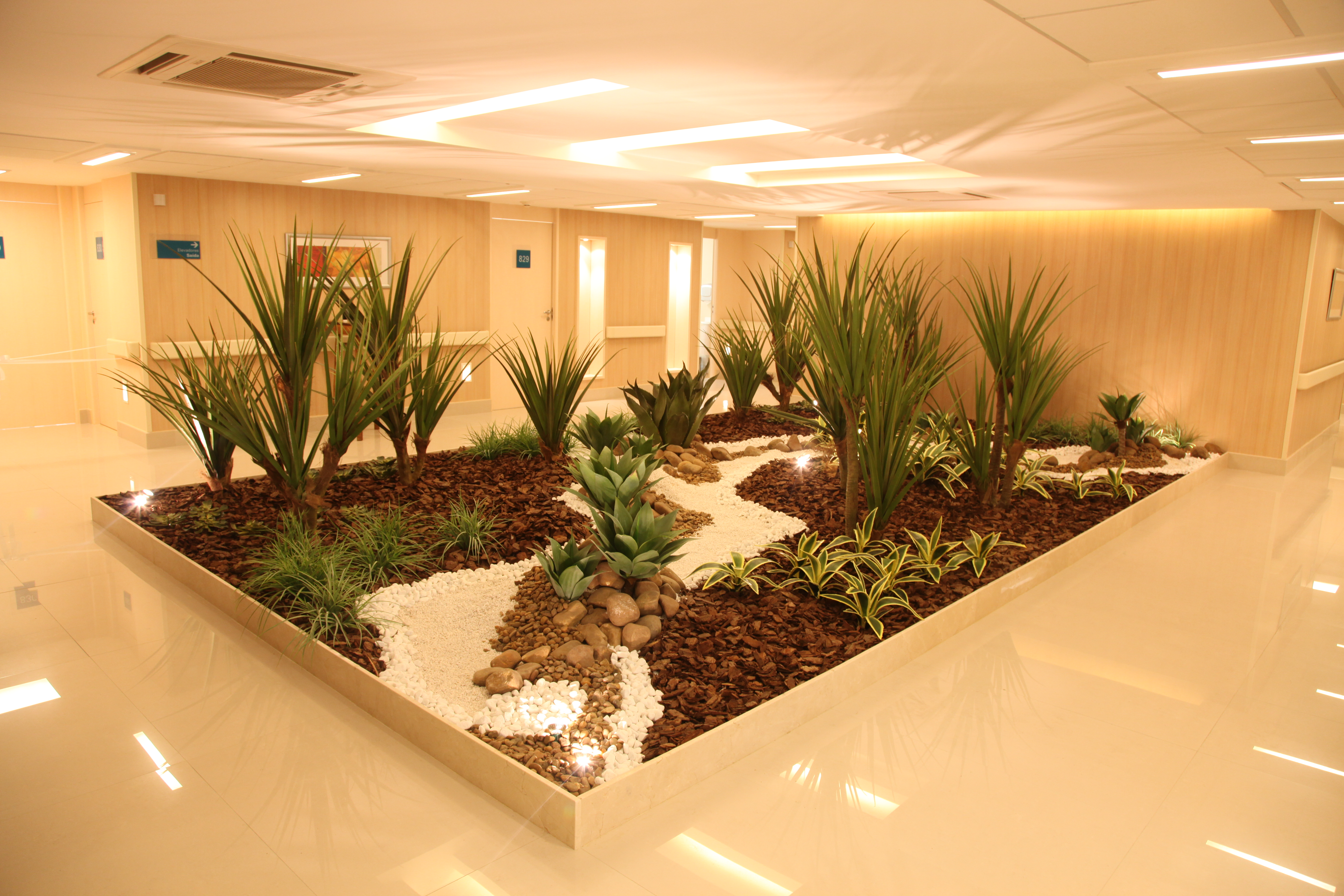